# Dragočajna
Dragočajna – wieś w Słowenii, w gminie Medvode. W 2018 roku liczyła 305 mieszkańców.